# (15710) Böcklin
15710 Bocklin (1989 AV6) – planetoida z grupy pasa głównego asteroid okrążająca Słońce w ciągu 3,36 lat w średniej odległości 2,24 j.a. Odkryta 11 stycznia 1989 roku.